# Frank Brewin
Frank Gerald Singlehurst Brewin (* 21. Oktober 1909 in Pune, Britisch-Indien; † 21. April 1976 in Southwark, Greater London) war ein indischer Hockeyspieler, der 1932 eine olympische Goldmedaille gewann.

## Leben
Der Verteidiger gehörte zur indischen Mannschaft, die bei den Olympischen Spielen 1932 in Los Angeles mit 11:1 gegen die japanische Mannschaft und mit 24:1 gegen das Team der Vereinigten Staaten gewann, wobei Brewin nur im Spiel gegen das Team der Gastgeber eingesetzt wurde. Es nahmen 1932 nur diese drei Mannschaften am Olympiaturnier teil.
Brewin lebte nach der Unabhängigkeit Indiens in England.